# Airedale terrier
Airedale terrier es una raza de perros grande y fuerte perteneciente al grupo terrier. Es de origen británico, de la región de Yorkshire. Se cree que desciende de un cruce entre el Otterhound, óptimo cazador de nutrias, y el Old English Terrier. La cría de estos animales comenzó a mediados del siglo XIX

## Descripción
Es un perro inteligente, fiel, tranquilo, un incondicional compañero que disfruta de pasear y responde al entrenamiento básico de órdenes simples sin ningún problema. En Canadá se utilizan para la caza mayor de osos y de ciervos. Tienen problemas en las orejas que requieren observación continua y mucha higiene. También pueden presentar problemas en la piel conocidos como parche caliente.
En los países en que está más difundido nunca ha logrado ser un perro de "moda", por lo que tiene cierta protección del comercio y de la cría indiscriminada, factores que destruyen las características zootécnicas de la gran mayoría de las razas caninas. Su personalidad es alegre, a veces confiado, seguro. Está casi siempre en estado de alerta aunque no será agresivo si no se le molesta o insta a ello.

## Salud y cuidados
En varios casos sufre de enfermedades en el corazón, torsión gástrica y la enfermedad del colon.

## Aspecto general
Su dentadura presenta una cuadratura y fuerza muy parecida a la de un rottweiler, a pesar de tener el maxilar más fino. Su pelaje es negro y fuego, variando la intensidad del mismo pero nunca la distribución, el color negro o gris se extiende a la parte superior del cuello, espalda, lomo, grupa, mientras que los flancos, muslos y vientre poseen una tonalidad mixta de pelos grises y dorados, el resto del cuerpo, es color fuego o arena en distintas tonalidades. Es de los terriers más grandes, musculoso y activo. Su carácter se trasluce a través de la expresión vivaz y siempre alerta de sus ojos, la manera en qué porta la cola erecta y las orejas. Tiene una alzada de entre 59 y 61 cm en los machos con un peso promedio de 25 kg. Las hembras entre 56 y 59 cm y un peso aproximado de 20 kg. Los ojos nunca deben ser prominente sino pequeños, oscuros y de forma oblicua, con expresión típica de terrier, alerta e inteligentes. Las orejas tienen forma de V, a veces más claras o más oscuras que el cráneo. Como a otros terriers, tradicionalmente se les amputaba un tercio de la cola a los pocos días de nacer. Sin embargo, recientemente se ha prohibido esta práctica en algunos países. 

### Cabeza
Tiene un cráneo largo y plano. Está bien proporcionado con respecto al cuerpo. El hocico bien modelado no debe tener forma cóncava o stop que descienda de forma brusca debajo de la línea de los ojos. La piel debe ser lisa, firme y tirante. Los maxilares superiores e inferiores son grandes, poderosos y fuertes, pero no deben presentar un desarrollo excesivo. Mordida en tijera, es decir, que la cara interna de los incisivos superiores esté en contacto con la cara externa de los incisivos inferiores preferentemente colocados en ángulo recto con los maxilares; pero se acepta la mordida en pinza. Los labios son firmes y el hocico negro.

### Cuerpo
Tiene el dorso corto, fuerte, recto y nivelado, su apariencia debe ser de firmeza muscular. Las costillas están bien arqueadas. En aquellos perros que tienen una distancia corta entre la cruz y las caderas, así como costillas bien desarrolladas y emplazadas, existe poco espacio entre éstas y las caderas. Pecho profundo (es decir, casi a nivel con los codos). La espalda larga, bien inclinada oblicuamente hacia atrás, con escápulas planas. Extremidades perfectamente rectas, con buenos huesos.
Sus muslos son largos y fuertes, con las piernas musculosas; articulaciones de la rodilla con un buen ángulo.